# Susan Walters
Pour les articles homonymes, voir Walters.
Susan Walters est une actrice américaine née le 28 septembre 1963 à Atlanta en Géorgie. Elle est surtout connue pour son rôle de Carol Lockwood dans la série télévisée Vampire Diaries.

## Biographie
Susan Walters a passé la très grande majeure partie de sa carrière à la télévision. Elle est apparue dans bon nombre de séries réputées au cours des années 1980 et 1990 dont Madame est servie, Duo d'enfer, Simon et Simon, Arabesque, Matlock, Seinfeld, Nash Bridges ou encore Melrose Place. Au tournant des années 2000, en 2001, elle intègre le prestigieux feuilleton, emblème du soap opera par excellence, Les Feux de l'amour. Elle y incarnera le rôle de Diane Jenkins Newman en remplacement d'Alex Donnelley pendant trois années consécutives avant de partir et de revenir brièvement en 2010.
On a également pu l'apercevoir en 2005 dans la série Point Pleasant, entre le bien et le mal, série arrêtée après une seule et unique saison.
Walters a continué d'enchaîner les séries et les rôles dans les années 2000. Elle est passée entre autres par Les Experts, JAG, Les Experts : Miami, Cold Case : Affaires classées, FBI : portés disparus, Drop Dead Diva ou encore Les Frères Scott. Elle s'ensuite établie dans la peau de Carol Lockwood dans la série fantastique Vampire Diaries de 2009 à 2012. Toujours dans la même veine, s'est ensuivi le rôle de Natalie Martin dans la série Teen Wolf à partir de 2011 et ce, pendant six saisons. Puis vint le rôle du Dr. Carla Tannhauser dans la série The Flash qu'elle acheva en 2020[réf. nécessaire].En Mars 2022, après des mois de rumeurs ,et malgré la mort supposé de son personnage, il est annoncé son retour dans Les Feux de l'amour dans le rôle de Diane Jenkins.

## Vie privée
Elle est mariée à Linden Ashby depuis le 19 avril 1986, son partenaire dans Teen Wolf qui joue le père de Stiles, avec qui elle a deux filles : Frances Grace Ashby, née en juin 1991, et Savannah Ashby, née en novembre 1992.

## Filmographie

### Actrice

#### Cinéma
- 1987 : Russkies : Diane
- 1991 : Rendez-vous au paradis : La femme de Daniel
- 1992 : Galaxies Are Colliding : Beth
- 1997 : L'Amour de ma vie : Robin
- 2011 : Big Mamma : De père en fils : La mère du centre commercial
- 2021: Aftermath de Peter Whinter : Farrah
- 2022 : Nos cœurs meurtris : Susan Morrow

#### Télévision

##### Séries télévisées
- 1983-1986 : Amoureusement vôtre : Lorna Forbes
- 1989 : Duo d'enfer (saison 1, épisode 3) : Madeline Warwick
- 1993 et 1996 : Seinfeld (saison 4, épisode 21 / saison 8, épisode 1) : Dolores
- 1998 : Melrose Place : Christine Denton / Tiffany Hart
- 2000 : The War Next Door (8 épisodes) : Lili Smith
- 2001-2004, 2010 et 2022- ; Les Feux de l'amour : Diane Jenkins
- 2004 : JAG (saison 9, épisode 21) : Rachel Smithfield
- 2004 : Summerland (saison 1, épisode 7) : Carol McFarlane
- 2004 : Les Experts : Miami (saison 3, épisode 8) : Mary Kinnan
- 2005-2006 : Point Pleasant, entre le bien et le mal (saison 1, 13 épisodes) : Meg Kramer
- 2006 : Cold Case : Affaires classées (saison 3, épisode 23) : Jane Robinson
- 2007 : FBI : Portés disparus (saison 5, épisode 16) : Jenny Darcy
- 2009 : Les Frères Scott : Principal Rimkus
- 2009 : Drop Dead Diva : Vicki Welner
- 2009 : American Wives : Annette
- 2009-2012 : The Vampire Diaries : Maire Carol Lockwood
- 2011-2017 : Teen Wolf : Natalie Martin
- 2013 : Perception : Anne Wallace
- 2014 : Star Crossed : Maia
- 2014 : Reckless : Linsey Adams
- 2015 : Murder (saison 2, épisode 7) : Sharon
- 2016-2022 : The Flash : Dr Carla Tannhauser
- 2018 : NCIS : Enquêtes spéciales (1 épisode) :  Marcy Brooks
- 2019, 2021 et 2024 : Good Trouble : Diane Hunter (5 épisodes)
- 2021 : The Rookie (saison 4, épisode 7) :  Sloan
- 2022 : Minx : Elayne (saison 1, épisode 9)

##### Téléfilms
- 1997 : La croisière de la peur (Two Came Back) : Aly
- 2007 : Une sœur dangereuse (Framed for Murder) : Claire
- 2017 : Un mariage sous la neige (A Family for the Holidays) : Deidre Reynolds
- 2018 : Accusée de meurtre à 17 ans (Murdered at 17) : Carley Emerson

### Réalisatrice

#### Télévision
- 2022 : Nos pires voisines (Nightmare Neighborhood Moms) (avec Linden Ashby)
- 2022 : The Wedding Arrangement